# Алладо, Эзекиел
Эзекиел Кваме Алладо (англ. Ezekiel Kwame Alladoh; род. 13 сентября 2005, Гана) — ганский футболист, нападающий шведской «Броммапойкарны».

## Клубная карьера
Является воспитанником академии «Аккра Лайонс». Летом 2024 года присоединился к основному составу клуба. 8 сентября того же года дебютировал в чемпионате Ганы в выездном поединке с «Медеамой», выйдя на замену на 58-й минуте. Через две недели в игре с «Карела Юнайтед» забил первый мяч в карьере, благодаря чему принёс своей команде ничью в добавленное ко второму тайму время. Всего за время выступления за столичный клуб принял участие в 14 матчах, в которых забил три мяча и отдал одну результативную передачу.
В начале января 2025 года перешёл в шведскую «Броммапойкарну».

## Клубная статистика
| Выступление      | Выступление      | Выступление      | Лига | Лига | Кубки | Кубки | Конт. кубки | Конт. кубки | Итого | Итого |
| Клуб             | Лига             | Сезон            | Игры | Голы | Игры  | Голы  | Игры        | Голы        | Игры  | Голы  |
| ---------------- | ---------------- | ---------------- | ---- | ---- | ----- | ----- | ----------- | ----------- | ----- | ----- |
| Аккра Лайонс     | Премьер-лига     | 2024/25          | 14   | 3    | 0     | 0     | 0           | 0           | 14    | 3     |
| Аккра Лайонс     | Итого            | Итого            | 14   | 3    | 0     | 0     | 0           | 0           | 14    | 3     |
| Броммапойкарна   | Алльсвенскан     | 2025             | 0    | 0    | 0     | 0     | 0           | 0           | 0     | 0     |
| Броммапойкарна   | Итого            | Итого            | 0    | 0    | 0     | 0     | 0           | 0           | 0     | 0     |
| Всего за карьеру | Всего за карьеру | Всего за карьеру | 14   | 3    | 0     | 0     | 0           | 0           | 14    | 3     |